# Aeroportul Nawabshah
Aeroportul Nawabshah (IATA: WNS, ICAO: OPNH) este un aeroport din Nawabshah⁠(d), Nawabshah Taluka⁠(d), Shaheed Benazirabad District⁠(d), Shaheed Benazirabad Division⁠(d), Sindh, Pakistan ce deservește zona Nawabshah⁠(d).
Situat la o altitudine de 29 m, aeroportul dispune de o singură pistă. Este operat de Pakistan Civil Aviation Authority⁠(d).